# Tim Mead
Tim Mead, né en 1981 à Chelmsford, est un contre-ténor anglais.

## Biographie
Tim Mead est né à Chelmsford, dans l'Essex. Il commence à chanter au sein de la chorale de la cathédrale de Chelmsford. Après des études au King’s College de Cambridge et au Royal College of Music de Londres, il interprète différents rôles pour des opéras et se produit en concert .
En juillet 2017, il interprète les Nisi Dominus et le Stabat Mater de Vivaldi, avec l'ensemble Les Accents, à la Sainte-Chapelle de Paris. Il fait ses débuts en 2018 à l'Opéra de Paris dans Jephtha de Haendel.